# Ermanno IV di Svevia
Ermanno IV di Svevia (1015 circa – Napoli, luglio 1038) fu duca di Svevia dal 1030 alla morte.

## Biografia
Secondogenito di Ernesto I di Svevia, dunque membro della dinastia dei Babenberg, e del secondo matrimonio di Gisella di Svevia che in seguito avrebbe sposato Corrado II il Salico. Divenne duca di Svevia nel 1030 quando era ancora minorenne alla morte del fratello maggiore Ernesto II di Svevia.
Nel gennaio 1037 il patrigno Corrado II ne organizzò il matrimonio con Adelaide di Susa, divenendo così magravio di Torino. Ermanno morì poco dopo a Napoli a causa di un'epidemia nel corso di una campagna militare intrapresa dall'imperatore. Il suo corpo venne seppellito a sepolto a nel duomo di Trento il 28 luglio 1038, in quanto era impossibile trasferire il suo corpo in piena estate in Germania. Secondo alcune fonti austriache successive, Ermanno ebbe dei figli con Adelaide, ma ciò non è fattibile essendo stato impegnato in campagne militari subito dopo il matrimonio.
Alla sua morte il titolo di duca di Svevia viene passato da Corrado a suo figlio Enrico I.

## Famiglia e figli
Egli sposò Adelaide di Susa nel gennaio nel 1037. Ermanno potrebbe essere stato padre di Gebeardo I, conte di Sulzbach († 1071), nonno di Berengario II di Sulzbach, ma ciò è ritenuto improbabile.